# Grand Prix Belgii 2005

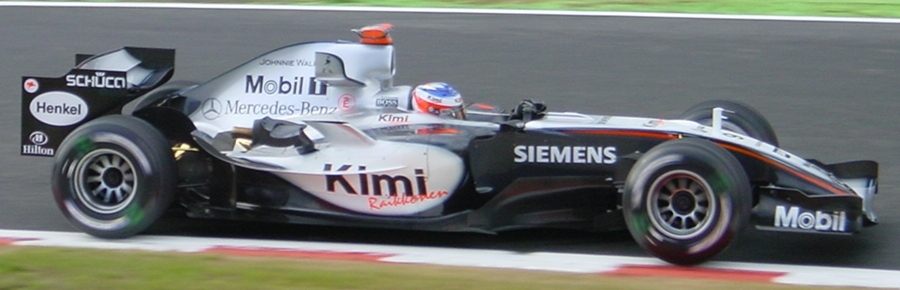
Kimi Räikkönen podczas Grand Prix Belgii 2005

Wyniki Grand Prix Belgii, szesnastej rundy Mistrzostw Świata Formuły 1 w sezonie 2005.

## Wyniki sesji
| Legenda oznaczeń w tabelach wyników Wyświetl szablon na nowej stronie | Legenda oznaczeń w tabelach wyników Wyświetl szablon na nowej stronie                                                                     |
| Oznaczenie                                                            | Wyjaśnienie |
| --------------------------------------------------------------------- | --- |
| Złoty                                                                 | Zwycięzca lub mistrzostwo |
| Srebrny                                                               | 2. miejsce lub wicemistrzostwo |
| Brązowy                                                               | 3. miejsce lub II wicemistrzostwo |
| Zielony                                                               | Ukończył, punktował (w klasyfikacji generalnej, gdy zdobył co najmniej jeden punkt na przestrzeni sezonu, poza trzema powyższymi opcjami) |
| Niebieski                                                             | Ukończył, nie punktował (w klasyfikacji generalnej, gdy nie zdobył co najmniej jednego punktu na przestrzeni sezonu)                      |
| Czerwony                                                              | Nie zakwalifikował się (NZ) |
| Czerwony                                                              | Nie prekwalifikował się (NPK) |
| Różowy                                                                | Nie ukończył (NU) |
| Różowy                                                                | Niesklasyfikowany (NS) (w klasyfikacji generalnej, gdy nie został sklasyfikowany w żadnym wyścigu sezonu)                                 |
| Czarny                                                                | Zdyskwalifikowany (DK) |
| Czarny                                                                | Wykluczony (WYK/EX) |
| Biały                                                                 | Nie wystartował (NW) |
| Biały                                                                 | Kontuzjowany (K/INJ) |
| Biały                                                                 | Wyścig odwołany (OD/C) |
| Bez koloru                                                            | Został wycofany (WYC/WD) |
| Bez koloru                                                            | Nie przybył (NP/DNA) |
| Bez koloru                                                            | Nie brał udziału w treningach (NT/DNP) |
| Bez koloru                                                            | Nie został zgłoszony (–) |
| Pogrubienie                                                           | Start z pole position |
| Kursywa                                                               | Najszybsze okrążenie wyścigu |
| †                                                                     | Nie ukończył, ale jego rezultat został zaliczony ze względu na przejechanie więcej niż 90% dystansu wyścigu.                              |
| *                                                                     | Sezon w trakcie |
| 1/2/3                                                                 | Punktowana pozycja w sprincie kwalifikacyjnym                                                                                             |
| Lista systemów punktacji Formuły 1                                    | |

### Sesje treningowe
| Sesja | Nr | Kierowca        | Konstruktor      | Czas     |
| ----- | -- | --------------- | ---------------- | -------- |
| 1     | 9  | Kimi Räikkönen  | McLaren Mercedes | 1:48.206 |
| 2     | –  | –               | –                | –        |
| 3     | 9  | Kimi Räikkönen  | McLaren Mercedes | 1:48.125 |
| 4     | 5  | Fernando Alonso | Renault          | 1:46.307 |

### Kwalifikacje
| P  | Imię i nazwisko      | Kraj            | Nazwa stajni             | Opony       | Okr. | Czas     | Strata   |
| -- | -------------------- | --------------- | ------------------------ | ----------- | ---- | -------- | -------- |
| 1  | Juan Pablo Montoya   | Kolumbia        | McLaren-Mercedes         | Michelin    | 3    | 1:46.391 |          |
| 2  | Kimi Räikkönen       | Finlandia       | McLaren-Mercedes         | Michelin    | 3    | 1:46.440 | 0:00.049 |
| 3  | Giancarlo Fisichella | Włochy          | Renault                  | Michelin    | 3    | 1:46.497 | 0:00.106 |
| 4  | Jarno Trulli         | Włochy          | Toyota                   | Michelin    | 3    | 1:46.596 | 0:00.295 |
| 5  | Fernando Alonso      | Hiszpania       | Renault                  | Michelin    | 3    | 1:46.760 | 0:00.369 |
| 6  | Ralf Schumacher      | Niemcy          | Toyota                   | Michelin    | 3    | 1:47.401 | 0:01.010 |
| 7  | Michael Schumacher   | Niemcy          | Ferrari                  | Bridgestone | 3    | 1:47.476 | 0:01.085 |
| 8  | Felipe Massa         | Brazylia        | Sauber-Petronas          | Michelin    | 3    | 1:47.867 | 0:01.476 |
| 9  | Jenson Button        | Wielka Brytania | B.A.R.-Honda             | Michelin    | 3    | 1:47.978 | 0:01.587 |
| 10 | Mark Webber          | Australia       | Williams-BMW             | Michelin    | 3    | 1:48.071 | 0:01.680 |
| 11 | Takuma Satō          | Japonia         | B.A.R.-Honda             | Michelin    | 3    | 1:48.353 | 0:01.962 |
| 12 | David Coulthard      | Wielka Brytania | Red Bull Racing-Cosworth | Michelin    | 3    | 1:48.508 | 0:02.117 |
| 13 | Rubens Barrichello   | Brazylia        | Ferrari                  | Bridgestone | 3    | 1:48.550 | 0:02.159 |
| 14 | Jacques Villeneuve   | Kanada          | Sauber-Petronas          | Michelin    | 3    | 1:48.889 | 0:02.498 |
| 15 | Antônio Pizzonia     | Brazylia        | Williams-BMW             | Michelin    | 3    | 1:48.898 | 0:02.507 |
| 16 | Christian Klien      | Austria         | Red Bull Racing-Cosworth | Michelin    | 3    | 1:48.898 | 0:02.507 |
| 17 | Robert Doornbos      | Holandia        | Minardi-Cosworth         | Bridgestone | 3    | 1:49.779 | 0:03.388 |
| 18 | Christijan Albers    | Holandia        | Minardi-Cosworth         | Bridgestone | 3    | 1:49.842 | 0:03.451 |
| 19 | Tiago Monteiro       | Portugalia      | Jordan-Toyota            | Bridgestone | 3    | 1:51.498 | 0:05.107 |
| 20 | Narain Karthikeyan   | Indie           | Jordan-Toyota            | Bridgestone | 3    | 1:51.675 | 0:05.284 |

### Wyścig
| P                 | + / –     | Nr | Kierowca             | Konstruktor       | Opony | Okr. | Czas / Strata | Komentarz                 |
| ----------------- | --------- | -- | -------------------- | ----------------- | ----- | ---- | ------------- | ------------------------- |
| 1                 | 1         | 9  | Kimi Räikkönen       | McLaren-Mercedes  | M     | 44   | 1h30:01.295   |                           |
| 2                 | 2         | 5  | Fernando Alonso      | Renault           | M     | 44   | +0:28.394     |                           |
| 3                 | 5         | 3  | Jenson Button        | BAR-Honda         | M     | 44   | +0:32.077     |                           |
| 4                 | 5         | 7  | Mark Webber          | Williams-BMW      | M     | 44   | +1:09.167     |                           |
| 5                 | 7         | 2  | Rubens Barrichello   | Ferrari           | B     | 44   | +1:18.136     |                           |
| 6                 | 8         | 12 | Jacques Villeneuve   | Sauber-Petronas   | M     | 44   | +1:27.435     |                           |
| 7                 | 2         | 17 | Ralf Schumacher      | Toyota            | M     | 44   | +1:27.574     |                           |
| 8                 | 11        | 18 | Tiago Monteiro       | Jordan-Toyota     | B     | 43   | +1 okr.       |                           |
| 9                 | 7         | 15 | Christian Klien      | Red Bull-Cosworth | M     | 43   | +1 okr.       |                           |
| 10                | 3         | 11 | Felipe Massa         | Sauber-Petronas   | M     | 43   | +1 okr.       |                           |
| 11                | 9         | 19 | Narain Karthikeyan   | Jordan-Toyota     | B     | 43   | +1 okr.       |                           |
| 12                | 6         | 20 | Christijan Albers    | Minardi-Cosworth  | B     | 42   | +2 okr.       | [ 3 ]                     |
| 13                | 4         | 21 | Robert Doornbos      | Minardi-Cosworth  | B     | 41   | +3 okr.       | [ 3 ]                     |
| 14                | 13        | 10 | Juan Pablo Montoya   | McLaren-Mercedes  | M     | 40   | +4 okr.       | kolizja z Pizzonią        |
| 15                | Bez zmian | 8  | Antônio Pizzonia     | Williams-BMW      | M     | 39   | +5 okr.       | kolizja z Montoyą         |
| Niesklasyfikowani |           |    |                      |                   |       |      |               |                           |
|                   |           | 16 | Jarno Trulli         | Toyota            | M     | 34   |               | wypadek                   |
|                   |           | 14 | David Coulthard      | Red Bull-Cosworth | M     | 18   |               | silnik                    |
|                   |           | 1  | Michael Schumacher   | Ferrari           | B     | 13   |               | kolizja z Sato            |
|                   |           | 4  | Takuma Satō          | BAR-Honda         | M     | 13   |               | kolizja z M. Schumacherem |
|                   |           | 6  | Giancarlo Fisichella | Renault           | M     | 10   |               | wypadek                   |
| P                 | + / –     | Nr | Kierowca             | Konstruktor       | Opony | Okr. | Czas / Strata | Komentarz                 |

## Klasyfikacja po wyścigu

### Kierowcy
| P  | +/- | Imię i nazwisko      | PKT | 1 miejsca | 2 miejsca | 3 miejsca | P. pos | Naj. okr. |
| -- | --- | -------------------- | --- | --------- | --------- | --------- | ------ | --------- |
| 1  | 0   | Fernando Alonso      | 111 | 6         | 5         | 1         | 4      | 2         |
| 2  | 0   | Kimi Räikkönen       | 86  | 6         | 1         | 2         | 6      | 7         |
| 3  | 0   | Michael Schumacher   | 55  | 1         | 3         | 1         | 1      | 3         |
| 4  | 0   | Juan Pablo Montoya   | 50  | 2         | 1         | 1         | 1      | 1         |
| 5  | 0   | Jarno Trulli         | 43  | 0         | 2         | 1         | 1      | 0         |
| 6  | 0   | Giancarlo Fisichella | 41  | 1         | 0         | 1         | 1      | 1         |
| 7  | 0   | Ralf Schumacher      | 37  | 0         | 0         | 1         | 0      | 1         |
| 8  | 0   | Rubens Barrichello   | 35  | 0         | 2         | 2         | 0      | 0         |
| 9  | +1  | Jenson Button        | 30  | 0         | 0         | 2         | 1      | 0         |
| 10 | 0   | Mark Webber          | 29  | 0         | 0         | 1         | 0      | 0         |
| 11 | -2  | Nick Heidfeld        | 28  | 0         | 2         | 1         | 1      | 0         |
| 12 | 0   | David Coulthard      | 21  | 0         | 0         | 0         | 0      | 0         |
| 13 | +1  | Jacques Villeneuve   | 9   | 0         | 0         | 0         | 0      | 0         |
| 14 | -1  | Felipe Massa         | 8   | 0         | 0         | 0         | 0      | 0         |
| 15 | -1  | Tiago Monteiro       | 7   | 0         | 0         | 1         | 0      | 0         |
| 16 | -2  | Alexander Wurz       | 6   | 0         | 0         | 1         | 0      | 0         |
| 17 | 0   | Christian Klien      | 5   | 0         | 0         | 0         | 0      | 0         |
| 18 | 0   | Narain Karthikeyan   | 5   | 0         | 0         | 0         | 0      | 0         |
| 19 | 0   | Christijan Albers    | 4   | 0         | 0         | 0         | 0      | 0         |
| 20 | 0   | Pedro de la Rosa     | 4   | 0         | 0         | 0         | 0      | 1         |
| 21 | 0   | Patrick Friesacher   | 3   | 0         | 0         | 0         | 0      | 0         |
| 22 | 0   | Antônio Pizzonia     | 2   | 0         | 0         | 0         | 0      | 0         |
| 23 | 0   | Takuma Satō          | 1   | 0         | 0         | 0         | 0      | 0         |
| 24 | 0   | Vitantonio Liuzzi    | 1   | 0         | 0         | 0         | 0      | 0         |

### Konstruktorzy
| P  | +/- | Nazwa stajni             | PKT | 1 miejsca | 2 miejsca | 3 miejsca | P. pos | Naj. okr. |
| -- | --- | ------------------------ | --- | --------- | --------- | --------- | ------ | --------- |
| 1  | 0   | Renault                  | 152 | 7         | 5         | 2         | 5      | 3         |
| 2  | 0   | McLaren-Mercedes         | 146 | 8         | 2         | 4         | 7      | 9         |
| 3  | 0   | Ferrari                  | 90  | 1         | 5         | 3         | 1      | 3         |
| 4  | 0   | Toyota                   | 80  | 0         | 2         | 2         | 1      | 1         |
| 5  | 0   | Williams-BMW             | 59  | 0         | 2         | 2         | 1      | 0         |
| 6  | +1  | B.A.R.-Honda             | 31  | 0         | 0         | 2         | 1      | 0         |
| 7  | -1  | Red Bull Racing-Cosworth | 27  | 0         | 0         | 0         | 0      | 0         |
| 8  | 0   | Sauber-Petronas          | 17  | 0         | 0         | 0         | 0      | 0         |
| 9  | 0   | Jordan-Toyota            | 12  | 0         | 0         | 1         | 0      | 0         |
| 10 | 0   | Minardi-Cosworth         | 7   | 0         | 0         | 0         | 0      | 0         |